# Colección localmente finita
En el campo matemático de la topología, la finitud local es una propiedad de las colecciones de subconjuntos de un espacio topológico. Es fundamental en el estudio de la paracompacidad y la dimensión topológica.
Se dice que una colección de subconjuntos de un espacio topológico X es localmente finita si cada punto en el espacio tiene un entorno que interseca una cantidad finita de conjuntos en la colección.
El término localmente finito tiene otros significados en otros campos matemáticos.

## Ejemplos y propiedades
Una colección finita de subconjuntos de un espacio topológico es localmente finita. Las colecciones infinitas también pueden ser localmente finitas: por ejemplo, la colección de todos los subconjuntos de R de la forma (n, n + 2) para todo entero n. Una colección numerable de subconjuntos no tiene por qué ser localmente finita, como en el caso de la colección de todos los subconjuntos de R de la forma (−n, n) para todo entero n.
Si una colección de conjuntos es localmente finita, la colección de las clausuras de estos conjuntos es también localmente finita. La razón de esto es que si un conjunto abierto que interseca a un punto interseca la clausura de un conjunto, entonces necesariamente interseca al propio conjunto, por lo que un entorno puede intersecar a lo sumo el mismo número de clausuras (puede intersecar menos, ya que dos conjuntos distintos, incluso disjuntos, pueden tener la misma clausura). El recíproco, sin embargo, puede fallar si las clausuras de los conjuntos no son distintas. Por ejemplo en la topología cofinita en R la colección de todos los conjuntos abiertos no es localmente finita, pero la colección de todas las clausuras de estos conjuntos es localmente finita (ya que las únicas clausuras son R y el conjunto vacío).

### Espacios compactos
Ninguna colección infinita de un espacio compacto puede ser localmente finita. Sea {Ga} una familia infinita de subconjuntos de un espacio y supóngase que esta colección es localmente finita. Para cada punto x de este espacio, se escoge un entorno Ux que interseque a la colección {Ga} en una cantidad finita de valores de a. Claramente:
Ux para cada x en X (la unión sobre todos los x) es un recubrimiento abierto en X
y por tanto tiene un subrecubrimiento finito, Ua1 ∪ ...... ∪ Uan. Dado que cada Uai interseca la colección {Ga} en una cantidad finita de valores de a, la unión de todos los Uai interseca la colección {Ga} en una cantidad finita de valores de a. Se sigue que X (el espacio completo) interseca la colección {Ga} en una cantidad finita de valores de a, lo que contradice la cardinalidad infinita de la colección {Ga}.
Se dice que un espacio topológico en el que todo recubrimiento abierto admite un refinamiento abierto localmente finito es paracompacto. Toda colección localmente finita de subconjuntos de un espacio topológico X es también punto-finita. Un espacio topológico en el que todo recubrimiento abierto admite un refinamiento abierto punto-finito se dice metacompacto.

### Espacios segundo-numerables
Ningún recubrimiento no numerable de un espacio de Lindelöf puede ser localmente finito, usando esencialmente el mismo argumento que en el caso de espacios compactos. En particular, ningún recubrimiento no numerable de un espacio segundo-numerable es localmente finito.

## Conjuntos cerrados
Es claro por la definición de una topología que una unión finita de conjuntos cerrados es cerrada. Se puede dar fácilmente ejemplos de uniones infinitas de conjuntos cerrados que no son cerradas. Sin embargo, si se considera una colección localmente finita de conjuntos cerrados, la unión es cerrada. Para ver esto, notamos que si x es un punto fuera de la unión de esta colección localmente finita de cerrados, simplemente elegimos un entorno V de x que interseque esta colección en una cantidad finita de estos conjuntos. Definimos una aplicación biyectiva de la colección de conjuntos que interseca V en {1, ..., k}, dando así un índice a cada uno de estos conjuntos. Entonces para cada conjunto, elegimos un conjunto abierto Ui conteniendo a  x que no lo interseque. La intersección de todos estos Ui para 1 ≤ i ≤ k intersecada con V, es un entorno de x que no interseca la unión de esta colección de conjuntos cerrados.

## Colecciones numerablemente localmente finitas
Una colección en un espacio es numerablemente localmente finita (o σ-localmente finita) si es la unión de una familia numerable de colecciones localmente finitas de subconjuntos de X. La finitud numerablemente local es una hipótesis clave en el teorema de metrización de Nagata-Smírnov, que afirma que un espacio topológico es metrizable si y solo si es regular y tiene una base numerablemente localmente finita.